# SUPERSTAR (MCUの曲)
「SUPERSTAR」は、日本のヒップホップMC、MCUの8枚目のシングル。

## 概要
- 2009年1月21日に発売された8枚目（featuring無しだと5枚目）のシングル。
- 誰もが心に抱える悩みと夢に対する応援ソング。プロデューサーにDJ TATSUTA、TAICHI MASTERを起用。
- 3トラック目には、ワンマンライブ『HIP HOP Hallelujah』が45分ほどに及んで収録されている。

## 収録曲
1. SUPERSTAR
2. マイクロフォンマスター
3. メドレー The beginning / トワイライトタイム / 1973 / this song / SUGAMO-B 弐 feat.Q / 地球人? / nukumori / Under My Martial Law feat.デーモン小暮閣下 / SUMMER CARNAVAL / シーサイド・ばいばい (MCU ver.) / 幸せであるように feat.浜崎貴司